# Imprint
Imprint – marka wydawnicza, pod którą wydawca publikuje określony rodzaj wydawnictw. Podmiot wydawniczy jako przedsiębiorca ma tylko jedną firmę (czyli nazwę, pod którą prowadzi działalność gospodarczą), jednak w celu rozróżnienia charakteru różnych publikacji może posługiwać się więcej niż jedną marką wydawniczą.
Określenie „imprint” w Polsce przyjęło się w środowisku twórców i miłośników komiksów, stosowane bywa w odniesieniu do innych publikacji książkowych, a także wydawnictw dźwiękowych i multimedialnych. Np. Akurat jest imprintem wydawnictwa Muza, a Czwarta Strona imprintem Wydawnictwa Poznańskiego.